# A Jetson család (televíziós sorozat)
A Jetson család (eredeti cím: The Jetsons) 1962-től 1987-ig vetített amerikai televíziós rajzfilmsorozat, amelyet a Hanna-Barbera stúdió készített. Az animációs játékfilmsorozat ötletgazdái William Hanna és Joseph Barbera voltak. Amerikában az első sugárzása 1962 szeptemberében kezdődött az ABC csatornán, de 1963-ban véget ért. A második nekifutás 1985 szeptemberében volt, ekkor már továbbforgalmazásra készültek a részek, ezeket szindikációs sugárzás keretében vetítették. 1987 novemberében a sugárzás végleg befejeződött. Összesen 75 epizód készült belőle, 1990-ben pedig egy 81 perces animációs film is készült. Magyarországon 1990. július 17-én mutatta be magyar szinkronnal a TV-2, de csak az 1. évadot. 1993-ban új magyar szinkronnal VHS-en jelent meg, 2004-ben megint új magyar szinkronnal a Cartoon Network sugározta, ezúttal mindhárom évadot, ugyanezzel a magyar szinkronnal a Boomerang is adta. Az 1. évad DVD-n is megjelent. A tévéfilmsorozat epizódjait néhány csatornán mai napig ismétlik. Műfaja sci-fi filmvígjáték-sorozat. A sorozatnak készült egy mozifilm és egy Frédi és Béni crossover, A Flintstone család: Időzavar.
2016-tól a DC Comics (Superman, Batman) kiadója készít képregényeket a Hanna-Barbera karakterekről (mindkettő jogtulajdonosa a Time Warner). Ezek jellemzően az eredeti karakterek kicsit sötétebb és inkább a felnőttek számára készült változatai (Hanna-Barbera Beyond), illetve crossoverek a kiadó szuperhőseivel. Az egyik ilyen füzet végén kaptak külön történetet Jetson-ék (témája a transzhumanizmus, a robotok és az újrakezdés). A történet a rajzfilm első része előtt játszódik.

## Ismertető
A sorozat 2062 egyre jobban fejlődő technológiájáról szól. Jetsonék a lebegő házak és repülő autók világában élnek, ahol minden gombnyomásra történik. A családdal mindig a legkülönlegesebb dolgok történnek, bár az akkori világban ez megszokott. Ugyan nem ők a leggazdagabbak, de a szeretet összetartja őket. George hajtja magát, dolgozik. Jane segítőkész. Elroy nagyon okos. Ők hárman rengeteget tesznek, a család többi tagja, Judy, Rosie és Astro bajt is okoz, de ők is szerethető családtagok.

## Szereplők
| Szereplő                                 | Magyar hang    | Magyar hang                                      | Magyar hang                                       | Leírás |
| Szereplő                                 | MTV2 (1990)    | ZOOM (1993)                                      | Cartoon Network (2004)                            | Leírás |
| ---------------------------------------- | -------------- | ------------------------------------------------ | ------------------------------------------------- | --- |
| George Jetson                            | Harkányi Endre | Harsányi Gábor                                   | Lippai László                                     | A 38 éves családfő. Keményen hajtja magát a Spacley Űrláncolatnál vagy Spacley Űrkerék Vállalatnál, s valójában ő tesz a legtöbbet munkahelyén. Szereti a családját, s nincs is jobb szórakozás számára, mint a pihenés.                                                                                           |
| Jane Jetson                              | Kiss Erika     | Kiss Erika                                       | Pápai Erika (1. hang) Juhász Judit (2. hang)      | Az anya, 33 éves. Bájos és segítőkész természetű. Minden házimunkát elvégeztet a robotjukkal, Rosie-val, miközben ő elmegy vásárolni az áruházba. Minden frissen megjelent elektronikai cikket megvásárol, s erre megy el a család megtakarításának nagy része. De ha baj van, ő a legsegítőkészebb.               |
| Judy Jetson                              | Zentai Lilla   | Somlai Edina (1. hang) Dögei Éva (2. hang)       | Bogdányi Titanilla                                | A 16 éves tinilány, ő a Jetson család legnépszerűbb figurája. Érdekli a fiúzás és a minél korszerűbb öltözködés. |
| Elroy Jetson                             | Harsányi Bence | Szentesi Gergő (1. hang) Gerő Gábor (2. hang)    | Simonyi Balázs                                    | A 7 éves bájos kisfiú. Őt az űrtechnológia érdekli. Segítőkész és intelligens. Gyakran az ő okossága miatt nem kerül komolyabb bajba a család. |
| Rosie / Rózsi / Rózi                     | Margitai Ági   | Győri Ilona (1. hang) Némedi Mari (2. hang)      | Szabó Éva                                         | A háztartási robot. Háztartási munkákat végez Jetsonéknál, de már befogadták családtagnak. |
| Astro                                    | Kránitz Lajos  | Görög László (1. hang) Várkonyi András (2. hang) | Szokol Péter                                      | Elroy két lábon járó, beszélő kutyája. Gyakran olyan gombot nyom meg, amit a legkevésbé se kéne. Emiatt gyakran bajba keveri magát és gazdáját, de Elroy szerencsére mindig kitalál valamit, és minden jóra fordul.                                                                                                |
| Mr. Cosmo Spacely                        | Horkai János   | Gruber Hugó (1. hang) Horkai János (2. hang)     | Cs. Németh Lajos                                  | A gonosz törpeméretű akaratos emberke. A Spacley Űrláncolat vagy Spacley Űrkerék Vállalat tulajdonosa. George-ot már-már őstehetséggel szidja, még a legkisebb dologért is. Fenyegeti a kirúgással. Legbelül azonban tudja, hogy George tesz a legtöbbet vállalatában, s ha nem lenne ő, a cége csődbe is mehetne. |
| Mr. Cogs Cogswell                        | Bodor Tibor    | Buss Gyula                                       | Tolnai Miklós                                     | A gonosz óriásméretű akaratos ember. A Cogswell Űrfokozat vagy Cogswell Karika Gyár tulajdonosa. A Spacely Űrkerék Vállalattal és Spacelyvel ellen áll. |
| Henry Orbit                              | Szoó György    | –                                                | Szersén Gyula                                     | Az öreg nyugdíjas szerelő. Jetsonék szomszédja. Jetsonéknak megjavítja az elektronikai háztartási berendezésüket, ha valami elromlik. |
| Mrs. Spacely                             | Czigány Judit  | Győri Ilona                                      | Némedi Mari                                       | Cosmo Spacely felesége. |
| Mac                                      | Laklóth Aladár | –                                                | N/A                                               | Henry háztartási robotja. Nagyon szereti Roseit. |
| Unibaba                                  | Schnell Ádám   | –                                                | Kisfalusi Lehel (1. hang) Katona Zoltán (2. hang) | A Spacely Űrláncolat vagy Spacely Űrkerék Vállalat egyik legfőbb robotja. Hol parancsol, hol kártyázik a kollégákkal. |
| Orbitty                                  | –              | Szokol Péter                                     | Kántor Kitty                                      | A rúgólábú földönkívüli. Elroy az Asteroidán talált rá, mikor még nem kelt ki a tojásából. Érzéseit színekkel váltakozva jelzi, hogy: hol örül, hol szomorú, hol mérges, hol fél, hol udvarias stb. Jól ért a modern háztartási berendezések helyreállításához, de már befogadták családtagnak.                    |
| Lectronimo                               | saját hangján  | saját hangján                                    | saját hangján                                     | A robotkutya, George oda ajándékozza az egyik rendőrnek. |
| Sivító Jet / Űrüvöltő / Jet Screamer     | Lippai László  | Bolba Tamás                                      | N/A                                               | A fiatal éneklő férfi, Judy egyszer randizik vele. |
| Boxer Öcsi / Boxer Bandita               | Farkas Antal   | –                                                | Hollósi Frigyes                                   | Az űrkocsi rabló, a lopott kocsija nagyon hasonlít Jetsonékéra. |
| Macska Jancsi / Macskarabló / Macskalopó | Tolnai Miklós  | Ujlaki Dénes                                     | Csuha Lajos                                       | A macskaálarcos betörő, Lectronimo nem kapja el, de Atsro igen. |
| Frider Úr / Mr. Frider                   | Galgóczy Imre  | –                                                | Breyer Zoltán                                     | Az űrkocsi oktató, Janet is tanítja egy kicsit vezetni. |
| Betörő                                   | Simon György   | –                                                | Csuja Imre                                        | A neve ismeretlen, megszökik a börtönből, kirabolja a bankot, ellopja Frider Úrnak a ruháját, és a kocsiját, majd Jane-t is elrabolja. |
| Hatalmas Nimbusz / Nagy Nimbusz          | Makay Sándor   | –                                                | Imre István                                       | Az űrruhás szuper ember, aki jutalomból meglátogatja Elroy Jetsont, mivel ő írt a legtöbbet arról, hogy miért ízlik neki a holdpehely. |
| Narrátor                                 | Fülöp Zsigmond | Melis Gábor                                      | Jakab Csaba                                       | A mesélő, a Kísérleti ruha című epizódból. |

- További magyar hangok (első évadban): Antal László, Balázsi Gyula, Bencze Ilona, Benkő Gyula, Beregi Péter, Bor Zoltán, Borbás Gabi, Both András, Buss Gyula, Cs. Németh Lajos, Csákányi László (Frédi a mini TV-n), Csere Ágnes, Czigány Judit, Dallos Szilvia, Dobránszky Zoltán, Elekes Pál, Farkas Bálint, Farkasinszky Edit, Földessy Margit, Galgóczy Imre, Gruber Hugó, Gyimesi Pálma, Györgyi Anna, Hankó Attila, Helyey László, Horváth Gyula, Incze József, Izsóf Vilmos, Jakab Csaba, Kassai Ilona, Kautzky József, Képessy József (utolsó szerepe), Kerekes József, Kenderesi Tibor, Kisfalussy Bálint, Kiss László, Komlós András, Koroknay Géza, Kristóf Tibor, Kun Vilmos, Láng József, Maróti Gábor, Melis Gábor, Molnár Piroska, Orosz István, Pápai Erika, Pathó István, Peczkay Endre, Pusztaszeri Kornél, Pregitzer Fruzsina, Rák Kati, Simonyi Balázs, Somogyvári Pál, Soós László, Sugár Bertalan, Szokolay Ottó, Szabó Éva, Szalóczy Pál, Szoó György, Szuper Levente, Tóth Enikő, Tyll Attila, Ujlaki Dénes, Várkonyi András, Vajda László, Velenczey István, Wohlmuth István
- További magyar hangok (teljes évadban): Albert Gábor, Áron László, Bácskai János, Baráth István, Beratin Gábor, Bókai Mária, Bolla Róbert, Borbiczki Ferenc, Borbíró András, Breyer Zoltán, Csampisz Ildikó, Csonka Anikó, Czvetkó Sándor, Dobránszky Zoltán, Dolmány Attila, F. Nagy Erika, Faragó András, Fehér Péter, Gardi Tamás, Galbenisz Tomasz, Gruber Hugó, Grúber Zita, Hamvas Dániel, Huszárik Kata, ifj. Jászai László, Imre István, Jakab Csaba, Jantyik Csaba, Kajtár Róbert, Kardos Gábor, Katona Zoltán, Kassai Ilona, Király Attila, Kiss Gábor, Koffler Gizi, Koncz István, Kőszegi Ákos, Kránitz Lajos, Kristóf Tibor, Kun Vilmos, Lázár Sándor, Maróti Gábor, Martin Adél, Morvay Gábor, Németh Gábor, Oláh Orsolya, Orosz Anna, Pálfai Péter, Palóczy Frigyes, Papucsek Vilmos, Penke Bence, Presits Tamás, Rosta Sándor, Rudas István, Seder Gábor, Szacsvay László, Szitás Barbara, Tarján Péter, Törtei Tünde, Várday Zoltán, Varga Tamás, Végh Ferenc, Verebély Iván, Versényi László, Wohlmuth István, Vizy György

## Szinkronstáb
Az 1. szinkron munkatársai
- Magyar szöveg: Jankovich Krisztina
- Hangmérnök: Zombori László
- Rendezőasszisztens: Mányi Krisztina
- Vágó: Kocsis Éva
- Gyártásvezető: Miklai Mária
- Szinkronrendező: Várkonyi Gyula
- Felolvasó: Kertész Zsuzsa
- Szinkronstúdió: Magyar Szinkron- és Videovállalat
- Megrendelő: Magyar Televízió

A 2. szinkron munkatársai
- Magyar szöveg: Pethő Emmi
- Hangmérnök: Nikodém Norbert
- Rendezőasszisztens: Korpás Krisztina
- Vágó: Újszászi János
- Gyártásvezető: Baros Erika, Nagy Zoltán
- Szinkronrendező: Kiss Lajos
- Felolvasó: Bozai József
- Szinkronstúdió: Videovox Stúdió, Attrium Stúdió
- Megrendelő és forgalmazó: Zoom Kft.

A 3. szinkron munkatársai
- Magyar szöveg:Joó Eszter
- Hangmérnök: Kardos Péter
- Rendezőasszisztens és vágó: Majoros Eszter, Simkóné Varga Erzsébet
- Gyártásvezető: Sarodi Tamás, Gelencsér Adrienne
- Szinkronrendező: Rehorovszky Béla
- Felolvasó: Zahorán Adrienne
- Szinkronstúdió: Mafilm Audio Kft.
- Megrendelő: Cartoon Network, Warner Home Video Magyarország
- Forgalmazó: Warner Home Video Magyarország

## Epizódok

### Évados áttekintés
| Évad | Évad | Epizódok | Eredeti sugárzás     | Eredeti sugárzás   | Magyar sugárzás  | Magyar sugárzás |
| Évad | Évad | Epizódok | Évadpremier          | Évadfinálé         | Évadpremier      | Évadfinálé      |
| ---- | ---- | -------- | -------------------- | ------------------ | ---------------- | --------------- |
|      | 1    | 24       | 1962. szeptember 23. | 1963. március 3.   | 1990. július 17. | 1991. január 1. |
|      | 2    | 41       | 1985. szeptember 16. | 1985. december 13. | 2004.            | 2004.           |
|      | 3    | 10       | 1987. október 19.    | 1987. november 12. | 2004.            | 2004.           |

### 1. évad
| Sor. | Év. | Eredeti cím              | Magyar cím (TV-2)         | Magyar cím (VHS)    | Magyar cím (Cartoon Network) | Eredeti premier      | Magyar premier (TV-2) |
| ---- | --- | ------------------------ | ------------------------- | ------------------- | ---------------------------- | -------------------- | --------------------- |
| 1.   | 1.  | Rosey the Robot          | Rosey, a robot            | Robot Rózsi         | Rosey, a robot               | 1962. szeptember 23. | 1990. július 17.      |
| 2.   | 2.  | A Date with Jet Screamer | Randevú Sivító Jettel     | Randi Űrüvöltővel   | A rajongók                   | 1962. szeptember 30. | 1990. július 31.      |
| 4.   | 4.  | The Space Car            | Az űrautó                 | N/A                 | Az űrkocsi                   | 1962. október 14.    | 1990. augusztus 7.    |
| 5.   | 5.  | The Coming of Astro      | Asztro megjelenése        | Asztro visszatérése | Asztro érkezése              | 1962. október 21.    | 1990. augusztus 14.   |
| 3.   | 3.  | Jetson's Nite Out        | A kimenő                  | N/A                 | George szabad estéje         | 1962. október 7.     | 1990. augusztus 21.   |
| 6.   | 6.  | The Good Little Scouts   | A jó kis fürkészek        | N/A                 | Kiscserkészek                | 1962. október 28.    | 1990. augusztus 28.   |
| 7.   | 7.  | The Flying Suit          | A röpruha                 | A repülő ruha       | A kísérleti ruha             | 1962. november 4.    | 1990. szeptember 4.   |
| 8.   | 8.  | Rosey's Boyfriend        | Rosey fiúja               | N/A                 | Robotszerelem                | 1962. november 11.   | 1990. szeptember 11.  |
| 9.   | 9.  | Elroy's TV Show          | Elroy, a TV sztár         | N/A                 | Elroy TV show-ja             | 1962. november 18.   | 1990. szeptember 18.  |
| 10.  | 10. | Uniblab                  | Az új irodavezető         | N/A                 | Uniblabla                    | 1962. november 25.   | 1990. szeptember 25.  |
| 11.  | 11. | A Visit from Grandpa     | Nagyapus látogatása       | N/A                 | Nagyapa látogatása           | 1962. december 2.    | 1990. október 2.      |
| 12.  | 12. | Astro's Top Secret       | Asztro titka              | N/A                 | Asztro titka                 | 1962. december 9.    | 1990. október 9.      |
| 13.  | 13. | Las Venus                | Las Venus                 | N/A                 | Las Vénusz                   | 1962. december 16.   | 1990. november 13.    |
| 14.  | 14. | Elroy's Pal              | Az űrvarázsló             | N/A                 | Az űrbarát                   | 1962. december 23.   | 1990. október 16.     |
| 15.  | 15. | Test Pilot               | A tesztpilóta             | N/A                 | A tesztelés                  | 1962. december 30.   | 1990. október 23.     |
| 16.  | 16. | Millionaire Astro        | Asztro, a milliomos       | N/A                 | Asztro, a milliomos          | 1963. január 6.      | 1990. október 30.     |
| 17.  | 17. | The Little Man           | A kicsi ember             | N/A                 | A kisember                   | 1963. január 13.     | 1990. november 6.     |
| 18.  | 18. | Jane's Driving Lesson    | Női vezetők               | N/A                 | Jane vezetni tanul           | 1963. január 20.     | 1990. november 20.    |
| 19.  | 19. | G.I. Jetson              | Jetson, a közlegény       | N/A                 | Jetson közlegény             | 1963. január 27.     | 1990. november 27.    |
| 20.  | 20. | Miss Solar System        | Galaktikus szépségverseny | N/A                 | A szépségverseny             | 1963. február 3.     | 1990. december 4.     |
| 21.  | 21. | Private Property         | Magánbirtok               | N/A                 | Birtokháborítás              | 1963. február 10.    | 1990. december 18.    |
| 22.  | 22. | Dude Planet              | Üdülő bolygó              | N/A                 | A nosztalgiabolygó           | 1963. február 17.    | 1990. december 25.    |
| 23.  | 23. | TV or Not TV             | TV vagy nem TV            | N/A                 | TV vagy nem TV               | 1963. február 24.    | 1990. december 11.    |
| 24.  | 24. | Elroy's Mob              | Elroy és a banditák       | N/A                 | Elroy bandája                | 1963. március 3.     | 1991. január 1.       |

### 2. évad
| Sor. | Év. | Eredeti cím                             | Magyar cím                                                               | Eredeti premier      | Magyar premier         |
| ---- | --- | --------------------------------------- | ------------------------------------------------------------------------ | -------------------- | ---------------------- |
| 25.  | 1.  | Elroy Meets Orbitty                     | Orbitty érkezése                                                         | 1985. szeptember 16. |                        |
| 26.  | 2.  | Rosie Come Home                         | Rosie, gyere haza!                                                       | 1985. szeptember 17. |                        |
| 27.  | 3.  | Solar Snoops                            | Szoláris szaglászók                                                      | 1985. szeptember 18. |                        |
| 28.  | 4.  | Judy's Birthday Surprise                | Judy születésnapi meglepetése                                            | 1985. szeptember 19. |                        |
| 29.  | 5.  | SuperGeorge                             | Szuper George                                                            | 1985. szeptember 20. |                        |
| 30.  | 6.  | Family Fallout                          | Családi vetélkedő                                                        | 1985. szeptember 23. |                        |
| 31.  | 7.  | Instant Replay                          | Újra és újra                                                             | 1985. szeptember 24. |                        |
| 32.  | 8.  | Fugitive Fleas                          | Bolha szökevények                                                        | 1985. szeptember 25. |                        |
| 33.  | 9.  | S.M.A.S.H.                              | Totálkár                                                                 | 1985. szeptember 26. |                        |
| 34.  | 10. | One Strike, You're Out                  | A sztrájk                                                                | 1985. szeptember 30. |                        |
| 35.  | 11. | Mother's Day for Rosie                  | Anyák napja                                                              | 1985. október 1.     |                        |
| 36.  | 12. | S'No Relative                           | Távoli rokon                                                             | 1985. október 2.     |                        |
| 37.  | 13. | Dance Time                              | Táncoljunk!                                                              | 1985. október 3.     |                        |
| 38.  | 14. | Judy Takes Off                          | Judy utazása                                                             | 1985. október 7.     |                        |
| 39.  | 15. | Winner Takes All                        | A győztes mindent visz                                                   | 1985. október 9.     |                        |
| 40.  | 16. | The Mirrormorph                         | A tükörmorf                                                              | 1985. október 11.    |                        |
| 41.  | 17. | The Cosmic Courtship of George and Jane | George és Jane jegyessége                                                | 1985. október 14.    |                        |
| 42.  | 18. | High Moon                               | Vadnyugati történet                                                      | 1985. október 15.    |                        |
| 43.  | 19. | Hi-Tech Wreck                           | Luxus az irodában                                                        | 1985. október 17.    |                        |
| 44.  | 20. | Little Bundle of Trouble                | Csillagfény pláza                                                        | 1985. október 18.    |                        |
| 45.  | 21. | Elroy in Wonderland                     | Elroy csodaországban                                                     | 1985. október 22.    |                        |
| 46.  | 22. | The Swiss Family Jetson                 | A lakatlan bolygó                                                        | 1985. október 23.    |                        |
| 47.  | 23. | Rip-Off Rosie                           | Rosie, a szarka                                                          | 1985. október 24.    |                        |
| 48.  | 24. | Fantasy Planet                          | Álombolygó                                                               | 1985. október 28.    |                        |
| 49.  | 25. | Space Bong                              | ?                                                                        | 1985. október 30.    | Nem került bemutatásra |
| 50.  | 26. | Haunted Halloween                       | A Halloween parti                                                        | 1985. október 31.    |                        |
| 51.  | 27. | Astro's Big Moment                      | Asztro nagy pillanata                                                    | 1985. november 1.    |                        |
| 52.  | 28. | Jetsons' Millions                       | Jetsonék milliói (VHS) Jetson, a milliomos (Cartoon Network)             | 1985. november 4.    |                        |
| 53.  | 29. | The Wrong Stuff                         | Fekete utazás                                                            | 1985. november 5.    |                        |
| 54.  | 30. | The Vacation                            | A vakáció                                                                | 1985. november 7.    |                        |
| 55.  | 31. | Team Spirit                             | Csapatszellem                                                            | 1985. november 11.   |                        |
| 56.  | 32. | Future Tense                            | Jövő idő                                                                 | 1985. november 12.   |                        |
| 57.  | 33. | Far-Out Father                          | A legmenőbb apa                                                          | 1985. november 13.   |                        |
| 58.  | 34. | Dog Daze Afternoon                      | Kutyavilág                                                               | 1985. november 15.   |                        |
| 59.  | 35. | Grandpa and the Galactic Goldigger      | Nagyapa és a galaktikus aranyásó                                         | 1985. november 19.   | Nem került bemutatásra |
| 60.  | 36. | Robot's Revenge                         | A robotok bosszúja                                                       | 1985. november 20.   |                        |
| 61.  | 37. | To Tell the Truth                       | Őszintén szólva                                                          | 1985. november 22.   |                        |
| 62.  | 38. | Boy George                              | George fiú                                                               | 1985. november 25.   |                        |
| 63.  | 39. | Judy's Elopement                        | A lányszöktetés                                                          | 1985. november 27.   |                        |
| 64.  | 40. | The Century's Best                      | Az évszázad nagyjai                                                      | 1985. november 29.   |                        |
| 65.  | 41. | A Jetson Christmas Carol                | Jetsonék karácsonya (VHS) Karácsony a Jetson családnál (Cartoon Network) | 1985. december 13.   |                        |

### 3. évad
| Sor. | Év. | Eredeti cím              | Magyar cím               | Eredeti premier    | Magyar premier         |
| ---- | --- | ------------------------ | ------------------------ | ------------------ | ---------------------- |
| 66.  | 1.  | Crime Games              | Az elsőszámú közellenség | 1987. október 19.  |                        |
| 67.  | 2.  | ASTROnomical I.Q.        | Kutya IQ                 | 1987. október 21.  |                        |
| 68.  | 3.  | 9 to 5 to 9              | Látástól vakulásig       | 1987. október 23.  |                        |
| 69.  | 4.  | Invisibly Yours, George  | A láthatatlan ember      | 1987. október 27.  |                        |
| 70.  | 5.  | Father/Daughter Dance    | A táncverseny            | 1987. október 29.  |                        |
| 71.  | 6.  | Clean as a Hound's Tooth | Kutyafog                 | 1987. november 2.  |                        |
| 72.  | 7.  | Wedding Bells for Rosie  | Rosie férjhez megy       | 1987. november 4.  |                        |
| 73.  | 8.  | The Odd Pod              | ?                        | 1987. november 6.  | Nem került bemutatásra |
| 74.  | 9.  | Two Many Georges         | Két George               | 1987. november 10. | Nem került bemutatásra |
| 75.  | 10. | Spacely for a Day        | Jetson igazgató          | 1987. november 12. |                        |